# NGC 3151
NGC 3151 је лентикуларна галаксија у сазвежђу Мали лав која се налази на NGC листи објеката дубоког неба.
Деклинација објекта је + 38° 37' 13" а ректасцензија 10h 13m 29,0s. Привидна величина (магнитуда) објекта NGC 3151 износи 14,1 а фотографска магнитуда 15,1. NGC 3151 је још познат и под ознакама MCG 7-21-18, CGCG 211-20, PGC 29796.